# Domino
Il domino è un gioco da tavolo che si svolge utilizzando una serie di tessere.
Queste sono tutte suddivise in due sezioni recanti dei punteggi segnati con alcuni pallini, da nessuno a sei (disposti su due metà delle tessere con la stessa disposizione di una facciata di un dado) o più. Si gioca normalmente in due, tre o quattro giocatori.

## Storia
Il domino con le tessere nacque in Cina grazie all'opera di uno statista del 1120 presentato all'imperatore del tempo Hui Tsung. Fu anche usato come strumento di divinazione intorno al XIII secolo. Successivamente fu utilizzato per giocare. Venne introdotto in Italia dagli arabi e si è poi diffuso in Francia e da lì in tutta Europa.
Il suo nome, domino, deriva dal latino dominus, cioè padrone, mentre in Francia il termine faceva riferimento a un costume carnevalesco dalla veste nera e la maschera bianca.

## Il gioco
Il domino è giocato in più specialità e varianti, ma tutte seguono una medesima logica di gioco.

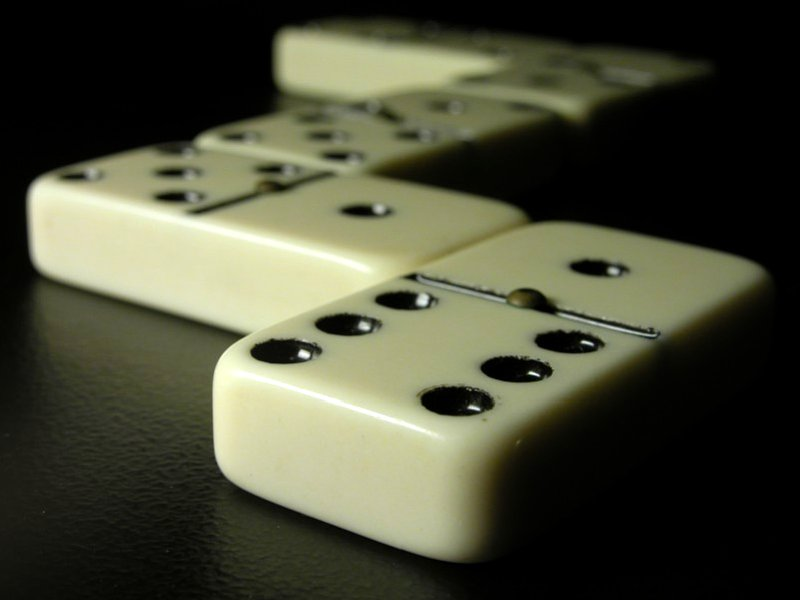
Tessere del Domino occidentale

Secondo le regole classiche il primo giocatore viene scelto a caso oppure è chi possiede il doppio più alto, mentre in una partita in quattro giocatori il primo a iniziare è sempre chi possiede il doppio sei. Si inizia dunque rovesciando a faccia in giù sul tavolo le tessere e se ne distribuiscono sette a testa se si gioca in due, sei se si gioca in tre o sette se si gioca in quattro giocatori. È anche possibile giocare in cinque distribuendone cinque a testa o in sei distribuendone quattro. Le restanti tessere vanno lasciate a faccia in giù; esse infatti servono in seguito da riserva e formano il cosiddetto ossario. Se si gioca in quattro giocatori, una volta distribuite sette tessere per ciascun giocatore, esse saranno esaurite. Il primo giocatore dispone la prima tessera sul tavolo, poi il turno passa alla persona che segue alla sua sinistra: egli potrà mettere una sua tessera attaccata a quella che c'è già sul tavolo solo se ne ha una con il punteggio uguale a una delle due estremità.
La forma del "serpente" di tessere è libera, disposta volutamente con uno schema a croce a partire dalla doppia tessera iniziale, ma non viene mai chiusa e le tessere doppie vengono messe di solito di traverso. Se un giocatore non può attaccare una tessera, passa il turno direttamente se si gioca a quattro, oppure pesca da quelle rimaste a faccia in giù, cioè dall'ossario, finché non ne trova una che va bene (le tessere pescate inutilizzabili vanno aggiunte tra le proprie).
Vince il giro chi finisce per primo le tessere o chi ha il minor numero di pallini sulle tessere. Chi vince o esaurisce per primo le tessere si aggiudica in questo modo la somma dei punti delle tessere degli avversari (in caso di gioco a coppie lo fa senza contare quelli del compagno di squadra). Nel domino in forma elementare il punteggio viene calcolato solo alla fine di ogni giro. La mano successiva viene aperta dal giocatore a sinistra di quello che ha iniziato la partita seguendo il senso orario.
In situazione di stallo, cioè quando nessun giocatore può attaccare tessere, vince il giocatore o la coppia che dispone di meno pallini e totalizza i punti corrispondenti alla quantità di pallini degli avversari meno la quantità dei propri pallini. Inoltre, se nonostante ciò i giocatori dovessero trovarsi con gli stessi punteggi, la mano viene annullata.
In genere le partite a domino si giocano a un punteggio prefissato (per esempio a cento punti) e il giocatore o la coppia che raggiunge o supera quel punteggio si aggiudica il match.

### Domino cinese

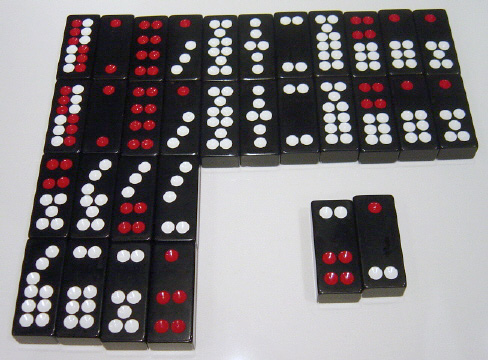
Tessere del Domino cinese

Esiste anche un'altra tipologia di domino, diffuso più precisamente solo in Cina e utilizzato in parecchi giochi con tessere quali Tien Gow, Pai Gow, Che Deng e Tiu U. In lingua cantonese i pezzi sono chiamati 骨牌 Gwat Pai, che letteralmente significa tessere d'osso. Ogni schema delle tessere del domino cinese è realizzato in base al punteggio del lancio di due semplici dadi. Un set di tessere comprende 32 pezzi divisi in gruppi detti "militari" e "civili". Non ci sono segni per distinguere le tessere; un giocatore deve semplicemente ricordare quale tessera appartiene a quel gruppo.
Il set di tessere cinesi è composto da due gruppi di undici tessere civili (6-6, 1-1, 4-4, 1-3, 5-5, 3-3, 2-2, 5-6, 4-6, 1-6, 1-5) e da un gruppo di dieci militari (3-6, 4-5; 2-6, 3-5; 2-5, 3-4; 2-4; 1-4, 2-3; 1-2). 
Ciascuna tessera civile ha anche un nome cinese: la 6-6 è cielo, 1-1 terra, 4-4 è uomo, 1-3 oca e così via. 
Le tessere civili sono ordinate in valore in base al loro significato culturale cinese, che deve essere memorizzato. Per esempio 'cielo vale di più di terra; terra vale di più di uomo ecc.
Inoltre il domino cinese non va confuso con il Mah Jong, dove si usa un tipo di tessere del tutto differente.

## Varianti

### Five-Up

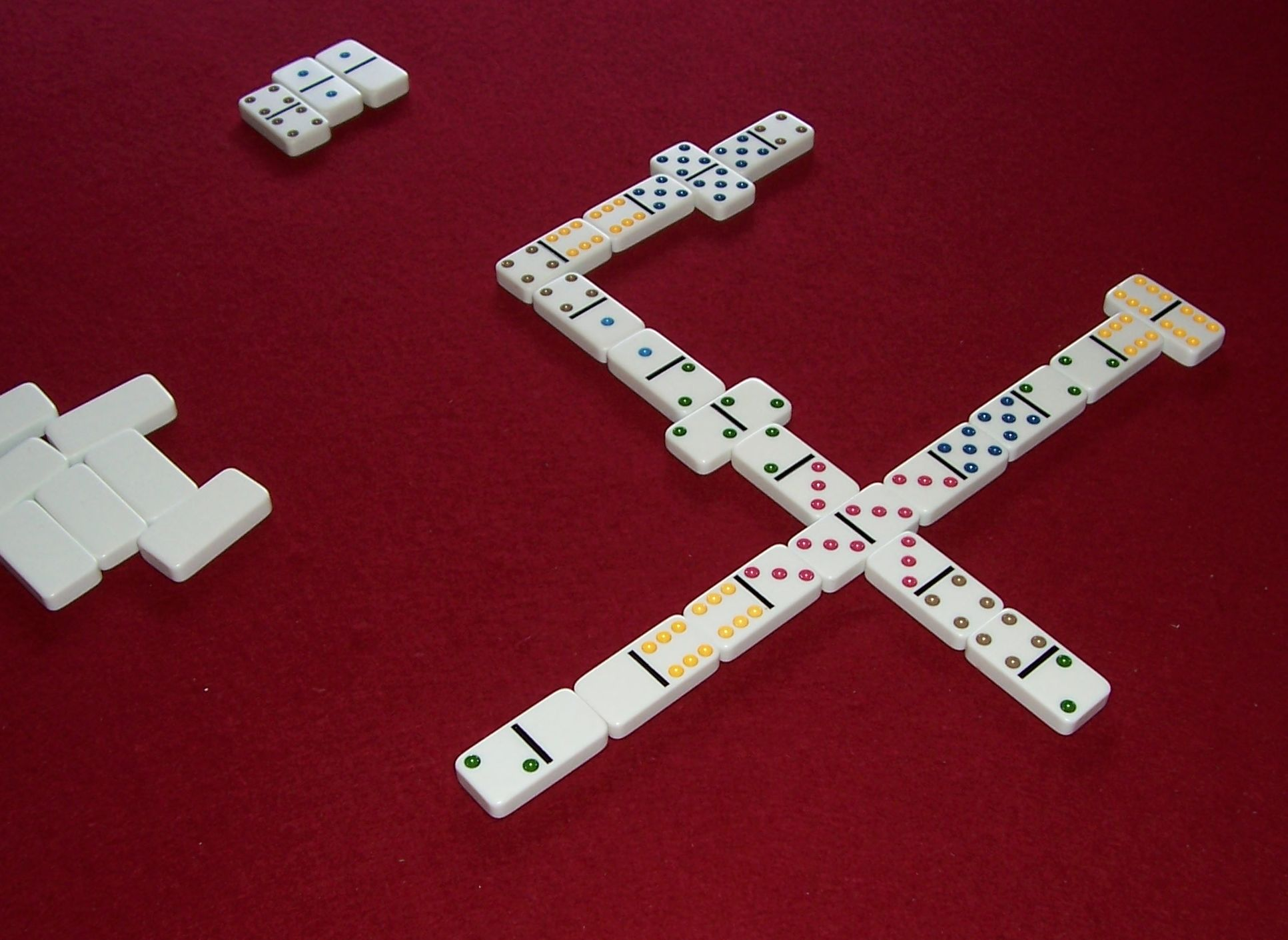
Una classica partita a Five-Up

Il Five-Up, All Fives o Domino del Cinque è una variante in cui l'obiettivo è quello di formare delle catene e di esaurire tutte le tessere che si hanno a disposizione tenendo però conto di un'ulteriore regola. Una partita a questa variante di domino è giocabile in due, tre, quattro, cinque o sei giocatori e solitamente ci si gioca a 50, 100, 250 o 500 punti. Il giocatore totalizza ulteriori punti quando le estremità libere sommate danno un multiplo di cinque. I giocatori fanno quindi punti anche durante la partita, quando il totale delle estremità della catena è divisibile per cinque. La somma delle estremità è denominata "Conteggio del piatto". Nel Five Up la prima tessera non deve essere per forza una doppia. La prima tessera doppia inserita nel "serpentone" prende il nome di Spinner e può essere agganciata da altre tessere con lo stesso numero di pallini in tutti e quattro i margini, cosa che non è possibile fare con le altre tessere doppie che vengono inserite dopo.
Vince il giro chi finisce per primo le tessere o chi ha il minor numero di pallini sulle tessere. Chi vince o esaurisce per primo le tessere si aggiudica in questo modo, oltre al punteggio conseguito durante la partita, la somma dei punti delle tessere degli avversari arrotondata al multiplo di cinque più prossimo (in eccesso o in difetto). La mano successiva viene aperta dal giocatore a sinistra di quello che ha iniziato la partita seguendo il senso orario.
In situazione di stallo, cioè quando nessun giocatore può attaccare tessere, vince il giocatore o la coppia che dispone di meno pallini e totalizza i punti corrispondenti alla quantità di pallini degli avversari meno la quantità dei propri pallini, arrotondata al multiplo di cinque più prossimo. Inoltre, se nonostante ciò i giocatori dovessero trovarsi con gli stessi punteggi, la mano viene annullata.

### Domino a carte
Un'altra variante del domino è il domino a carte, un gioco di carte che si può giocare con un mazzo di 40 o 52 carte. È possible giocarci in due, tre (levando un asso o un re), quattro, cinque o otto giocatori.

### Domino cubano
Il doppio nove o domino cubano è una variante del domino normale, con tessere che arrivano fino a nove. A differenza del tradizionale domino double six, che viene giocato con 28 chip, in questa modalità vengono utilizzati 55 chip (30 pari e 25 dispari), i cui valori vanno da zero a nove e in totale sommano a 459 punti.

## Altri usi
Le tessere del domino sono anche usate per un gioco di abilità che consiste nel costruire una coda con le tessere, generalmente disposte in piedi sul lato più stretto, l'una a breve distanza dall'altra. Si dà inizio facendone cadere la prima addosso a quella successiva causando un effetto a catena molto coreografico detto appunto effetto domino.